# Korallen-Katzenhai
Der Korallen-Katzenhai (Atelomycterus marmoratus) gehört zur Ordnung der Grundhaie (Carcharhiniformes) und zur Familie der Atelomycteridae.

## Vorkommen

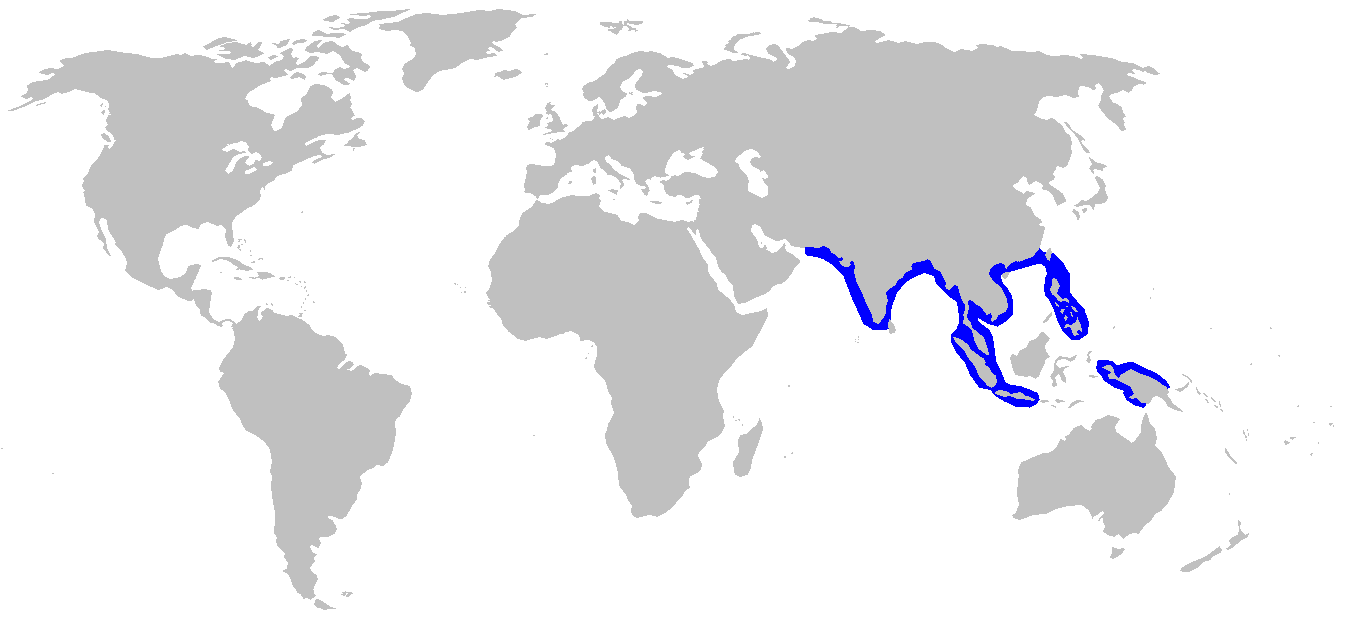
Verbreitungsgebiete des Korallen-Katzenhais

Der nachtaktive Fisch lebt im Arabischen Meer, an den Küsten Indiens bis zum Golf von Bengalen, an der Küste Sumatras, bei Thailand, im Südchinesischen Meer und vor der Küste Papua-Neuguineas.
Meist hält der Hai sich in Küstennähe auf. Da diese Art sich tagsüber hauptsächlich in Höhlen und anderen Unterschlupfen aufhält, trifft man ihn nur nachts an.  
Hin und wieder trifft man ihn auch in Gezeitentümpeln auf Nahrungssuche an.

## Nahrung
Der Katzenhai ernährt sich überwiegend von Fischbrut, Garnelen, anderen kleinen Fischen und Krabben, aber auch von Schnecken und Muscheln sowie von kleinen Kraken.

## Erscheinung
Durch sein Äußeres ist der Korallenkatzenhai gut von seinen Artgenossen zu unterscheiden. Er wird bis zu 90 cm lang. Sein Kopf ist langgezogen und ähnelt dem einer Schlange. Direkt hinter seinen Augen liegt ein Spritzloch und er besitzt 5 Kiemen. An seinem Rücken sind zwei Rückenflossen. Die Schwanzflossen sind im unteren Teil zurückgebildet. Der Korallenkatzenhai hat eine auffällige Färbung. Auf brauner Grundfarbe sind dunkel umrandete, kleine, helle Flecken. Die Bauchseite ist ebenfalls hell und die Flossenspitzen sind an allen Säumen weiß gekennzeichnet.

## Fortpflanzung
Der Katzenhai legt Eier (ovipar). Die Eihülle ist ca. 7 cm × 3 cm groß. Bei der Geburt sind die Jungtiere dann etwa 10 cm lang.